# Belokatajskij rajon
Il Belokatajskij rajon (in russo Белокатайский район?) è un municipal'nyj rajon della Repubblica della Baschiria, nella Russia europea.